# Bergbauwüstung Altenberg

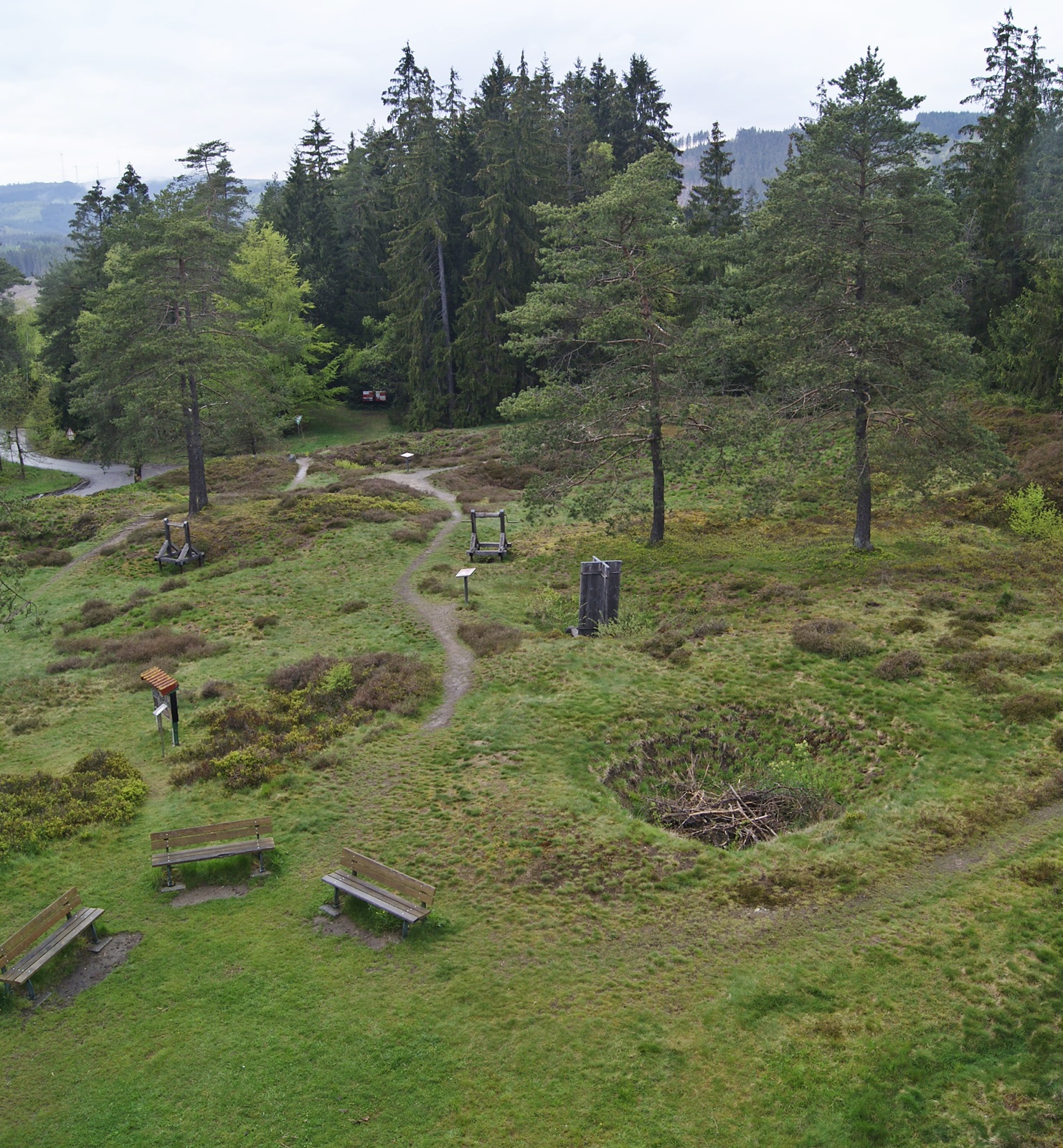
Altenberggelände

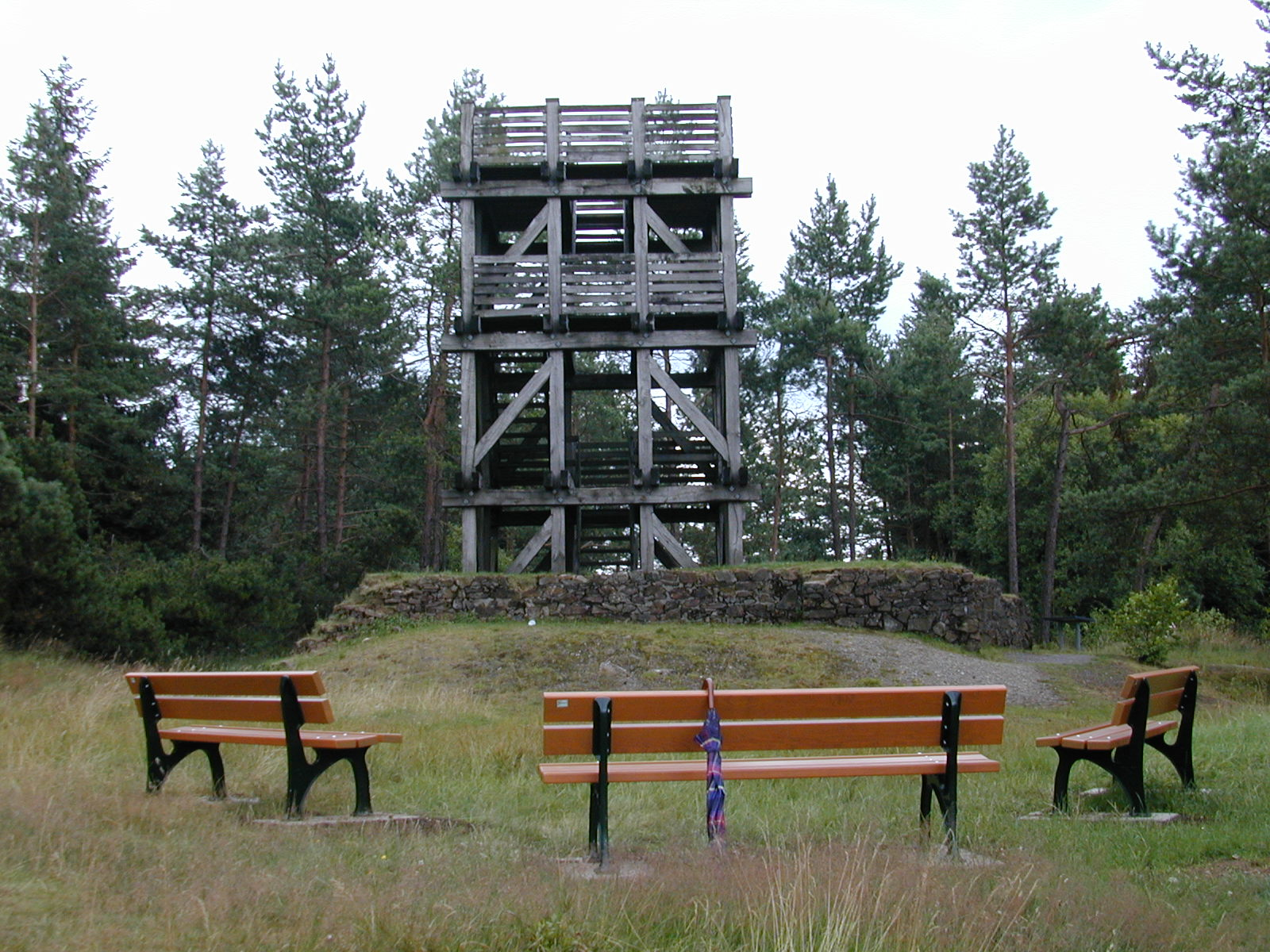
Erster Aussichtsturm 2008

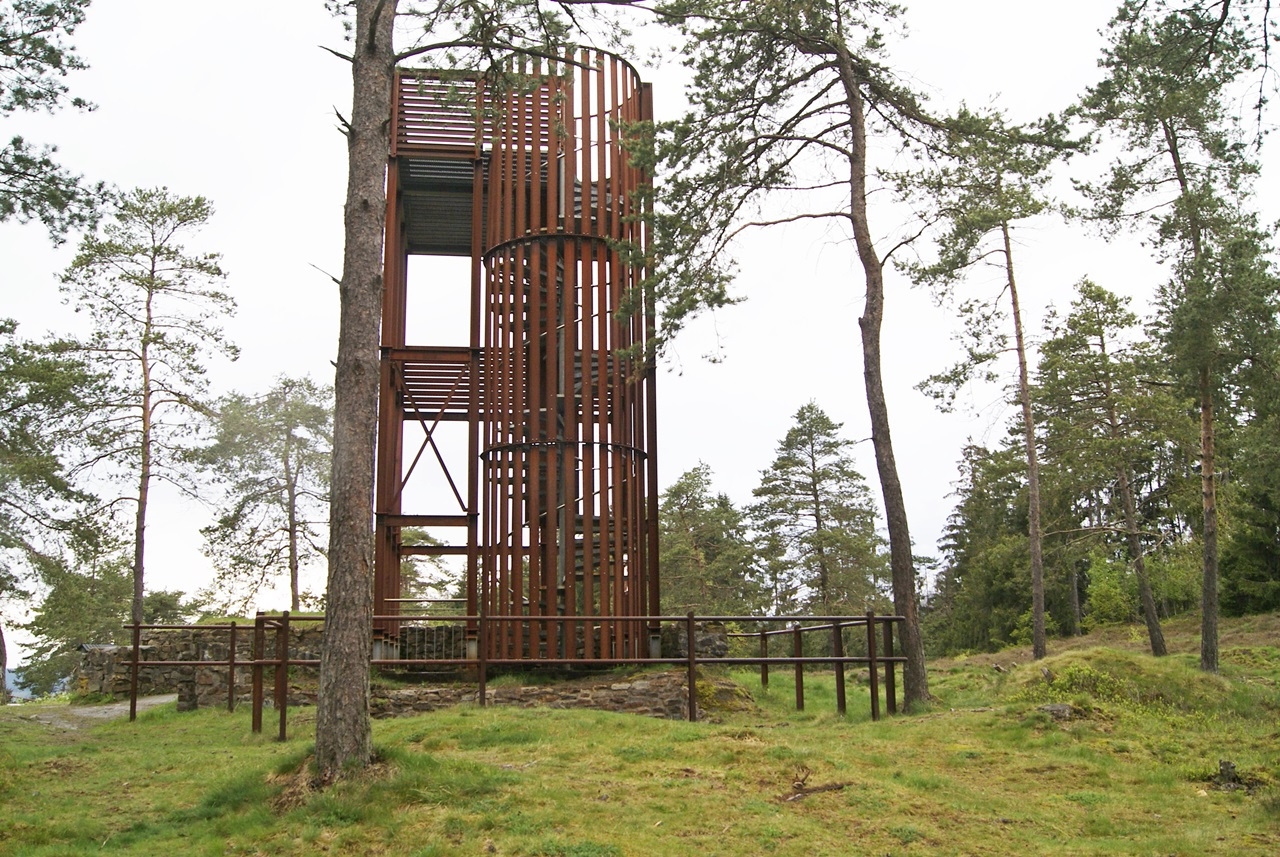
Zweiter Aussichtsturm 2021

Die Bergbauwüstung Altenberg bezeichnet eine untergegangene Stadt und archäologische Ausgrabungsstätte auf dem gleichnamigen Berg zwischen dem Kreuztaler Stadtteil Littfeld und dem Hilchenbacher Stadtteil Müsen im Kreis Siegen-Wittgenstein in Nordrhein-Westfalen. 
Der Name „Altenberg“ wird in der schriftlichen Überlieferung des Siegerlandes zuerst in einer Urkunde vom 12. Juli 1290 aufgeführt. Bereits im 12. Jahrhundert wurden Blei, Silber und Erze gewonnen, und die lange Geschichte endete erst 1965 mit der Verfüllung des Maschinenschachtes.
Das Bergbaumuseum Bochum, das zusammen mit der Universität Göttingen und dem westfälischen Amt für Denkmalpflege in der zweiten Hälfte des 20. Jahrhunderts wissenschaftliche Ausgrabungen durchführte, fand „eine der bedeutendsten mittelalterlichen Bergbausiedlungen Europas, einzigartig auch deshalb, weil zum ersten Mal bewiesen werden konnte, dass die Siegerländer Bergleute bereits im 13. Jahrhundert auch ohne die technischen Mittel der Neuzeit in der Lage waren, Schächte zum Abbau von Silbererz in den Berg hineinzutreiben“. 
Forschungen über das Alter des Bergbaus und der Siedlung auf dem Altenberg konnten erste Anfänge bereits für das Jahr 1209 dokumentieren.
Bei den von Süden kommenden Stollen mit den Licht- und Luftlöchern handelt es sich um jüngere Anlagen. Der älteste, von Müsen kommende Stollen wird 1571 erstmals genannt. 
Das heutige Bodendenkmal „Altenberg“ besteht aus im Gelände noch erkennbaren Überresten des mittelalterlichen und frühneuzeitlichen Bergbaus. Erkennbar sind u. a. ergrabene und nicht ergrabene Kellergrundrisse, der Grundriss eines Turmes, mehrere Schächte, von denen einige ergraben wurden, die zum Erzabbau genutzt wurden. Daneben sind Pingenzüge und Berghalden noch vorhanden. Im südlichen Teil der geschützten Fläche liegen Luftlöcher von darunter durchziehenden Stollensystemen. 
Der Bergbau auf dem Altenberg dokumentiert einen über den Siegerländer Raum hinaus wichtigen Wirtschaftszweig, der für die Geschichte des Menschen bis in unser Jahrhundert hin von großer Bedeutung gewesen ist.
Die Stadt Kreuztal hat gemeinsam mit dem Westfälischen Amt für Archäologie, Amt für Bodendenkmalpflege, Außenstelle Olpe, schon frühzeitig die Bedeutung der Anlage erkannt und mit Wirkung vom 1. Juni 1989 eine Eintragung in die Denkmalliste und damit eine Unterschutzstellung vorgenommen. In der Begründung für die Unterschutzstellung heißt es u. a.: „Die Bergbauwüstung ist nicht nur bedeutend für die Geschichte des Menschen, sondern auch für die Entwicklung der Arbeits- und Produktionsverhältnisse in der Region“.

## Altenbergturm
Auf dem Gelände der Bergbauwüstung steht unweit nördlich der Littfelder Straße der Altenbergturm, der einen Überblick über das Gelände ermöglicht. Vor diesem neugebauten stählernen Aussichtsturm stand früher an gleicher Stelle der 7,5 m hohe Altenbergturm, der eine 1974/75 errichtete Konstruktion aus Eichenholz war. Diese wurde 1998 saniert, musste aber 2011 wegen Baufälligkeit abgerissen werden. 2016 wurde schließlich für 30.000 Euro der neue und 8,5 m hohe Nachfolgebau aus Metall fertiggestellt.